# Eupithecia albibaltea
Eupithecia albibaltea là một loài bướm đêm trong họ Geometridae.